# Ligai Millii Futbol
Pierwsza Liga Tadżykistanu w piłce nożnej (tadż. Лигаи Миллии Футбол, Ligai Millii Futbol) – liga będąca drugim poziomem rozgrywek piłkarskich w Tadżykistanie. W sezonie 2015 występowały w niej 13 drużyn. Najlepsze drużyny awansują do najwyższej klasy rozgrywkowej. Najgorsze drużyny z każdej grup spadają do Drugiej Ligi.

## Drużyny w sezonie 2015
- Eshata Chodżent
- COP Chodżent
- Sarojkamar Pandż
- FK Isfara
- Pamir Duszanbe
- Pandższer Kołchozabad
- Kuktosz Rudaki
- Czaszma Szahrtuz
- Zarafszon Pandżakent
- Hulbuk Wose
- Kand Konibodom
- Lokomotiw Duszanbe
- Hosilot Farchor